# 貢献心
貢献心（こうけんしん）は、人間の持つ利他の心。